# Saginaw (Texas)
Pour les articles homonymes, voir Saginaw.
La ville américaine de Saginaw est située dans le comté de Tarrant, dans l’État du Texas. Lors du recensement de 2010, elle comptait 19 806 habitants.

## Source
- (en) Cet article est partiellement ou en totalité issu de l’article de Wikipédia en anglais intitulé « Saginaw, Texas » (voir la liste des auteurs).